# Brigata meccanizzata “Pinerolo”

Wappen der Brigade Pinerolo

Die Brigata meccanizzata “Pinerolo” (deutsch Mechanisierte Infanteriebrigade Pinerolo) ist ein Großverband des italienischen Heeres. Der Stab der Brigade befindet sich in Bari, die unterstellten Verbände sind in der südostitalienischen Region Apulien stationiert.

## Auftrag
Die Infanteriebrigade Pinerolo untersteht truppendienstlich dem regionalen Führungskommando COMFOP Sud in Neapel. Sie dient in erster Linie der Landes- und Bündnisverteidigung. Sie wird für Friedensmissionen und Kampfeinsätze im Rahmen der EU, der NATO oder der UNO im Ausland eingesetzt. Bei Bedarf übernimmt die Brigade Unterstützungs- und Sicherungsaufgaben im Auftrag ziviler Stellen.

## Gliederung

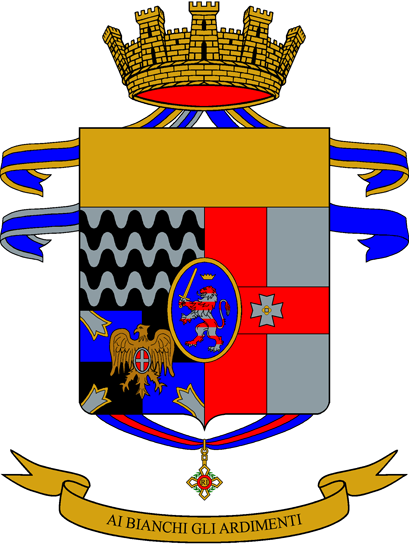
Wappen 9. InfRgt „Bari“, aufgestellt 1734 als Bataillon La Regina

- 13. Stabs- und Unterstützungsverband Pinerolo (Bari)
- 9. Infanterieregiment Bari (Trani)
- 82. Infanterieregiment Torino (Barletta)
- 7. Bersaglieri-Regiment (Altamura)
- 15. Kavallerieregiment Cavalleggeri di Lodi (Lecce)
- 21. Artillerieregiment Trieste (Foggia)
- 11. Pionierregiment (Foggia)
- Logistikregiment Pinerolo (Bari)

Alle Regimenter der Brigade haben Bataillonsstärke. Der 13. Stabs- und Unterstützungsverband steht in der Nachfolge des aufgelösten 13. Infanterieregiments und führt auch dessen Truppenfahne. Der Großteil der Brigade ist in der Nähe der Truppenübungsplätze der Murgia-Hochebene stationiert (Torre di Nebbia).

## Ausrüstung
Die Brigade wurde in den letzten Jahren von Kettenfahrzeugen auf Radfahrzeuge umgerüstet und dabei als erste in Italien auf das neue Konzept der vernetzten Operationsführung ausgerichtet. Die Infanterieregimenter ersetzten ihre alten Schützenpanzer vom Typ VCC-1 (eine modifizierte Version des Mannschaftstransporters M113) mit neuen Radschützenpanzern Freccia, beginnend beim 82. Infanterieregiment. Im Rahmen des Programms Soldato Futuro erhielten die Infanteristen unter anderem das neue Sturmgewehr Beretta ARX-160. Im Zug der Umrüstung wurde das 31. Panzerregiment (Leopard 1, später auch Ariete) vom reaktivierten Kavallerieregiment Cavalleggeri di Lodi (Centauro und andere Radfahrzeuge) abgelöst. Das Artillerieregiment hat statt der Panzerhaubitzen M109L nunmehr Feldhaubitzen FH70, die reichweitegesteigerte, gelenkte Vulcano-Granaten verschießen können.

## Geschichte
Die Infanteriebrigade Pinerolo entstand 1821 bzw. 1831 aus dem 1672 im Königreich Sardinien-Piemont gegründeten Infanterieregiment Lullino (Saluzzo di SAR) und bestand aus den Infanterieregimentern 13 und 14. Sie nahm an den italienischen Einigungskriegen und am Ersten Weltkrieg teil. Danach bildeten ihre beiden Regimenter zusammen mit dem 225. Infanterieregiment Arezzo und dem 18. Feldartillerieregiment die 24. Infanteriedivision mit Sitz im mittelitalienischen Chieti. Mit der Heeresreform von 1939 entstanden die schwachen, aus nur zwei Infanterieregimentern bestehenden so genannten binären Divisionen, darunter die Division Pinerolo mit den Infanterieregimentern 13 und 14, sowie dem 18. Feldartillerieregiment. 1941 kam als Ergänzung noch das 313. Infanterieregiment hinzu. Die Division beendete den Krieg im Herbst 1943 auf tragische Weise in Griechenland. Viele ihrer Soldaten starben 1944 in griechischen und deutschen Internierungslagern.
Die Division entstand 1952 in Bari erneut, wurde aber zehn Jahre später zu einer Brigade verkleinert, der nach der Heeresreform von 1975 drei mechanisierte Infanteriebataillone (9. Bari, 13. Valbella, 231. Avellino), ein Bersaglieri-Bataillon (67. Fagaré), ein Panzerbataillon (60. Locatelli), ein Feldartilleriebataillon (47. Gargano) und ein Logistikbataillon (Pinerolo) unterstanden. In den 1990er Jahren ersetzte man die genannten Bataillone zum Teil mit Bataillonen aus Norditalien, die ab 1992 die Bezeichnung Regiment führten. Ab 1997 verfügte die Brigade für einige Zeit unter anderem über zwei Panzerregimenter und wurde deshalb als „Panzerbrigade“ bezeichnet. Derzeit kann die Brigade bei Bedarf durch zusätzliche gepanzerte Kräfte von der Kavallerie- und Panzertruppenschule im nahen Lecce verstärkt werden.
Die Brigade zeichnete sich Ende 1980 nach einem schweren Erdbeben bei Rettungseinsätzen im Raum zwischen Avellino, Salerno und Potenza aus. Von 1992 bis 1994 wurden Einheiten der Brigade auf Sizilien und in Kalabrien zur Aufrechterhaltung der öffentlichen Ordnung eingesetzt, danach in Apulien bei der Eindämmung von Flüchtlingsströmen aus Albanien. Seit Ende der 1990er Jahre operierte die Brigade mehrmals in Albanien und vor allem im Kosovo. 2010 wurden erstmals Teile des 82. Infanterieregiments mit neuen Freccia-Radpanzern nach Afghanistan entsandt. Ende 2011 übernahm die Brigade im Libanon die Führung im westlichen Sektor des UNIFIL-Einsatzgebietes.
Mitte der 1990er Jahre erhielt die Brigade von der in Norditalien stationierten Panzerbrigade Centauro das 31. Panzerregiment. Dieses war von 2011 bis 2017 vorübergehend der Kavallerie- und Panzertruppenschule in Lecce unterstellt und diente als gemischter Erprobungsverband (battle lab) für die Digitalisierung der Kampftruppen. Eine lange geplante Umgliederung zu einem Kavallerieregiment auf Radpanzern erfolgte offiziell Anfang 2020, als das 1995 im piemontesischen Lenta aufgelöste 15. Kavallerieregiment Cavalleggeri di Lodi in Lecce an Stelle des 31. Panzerregiments reaktiviert wurde (reflag). Seit 2013 hat die Brigade wieder einen eigenen Logistikverband.

## Bilder

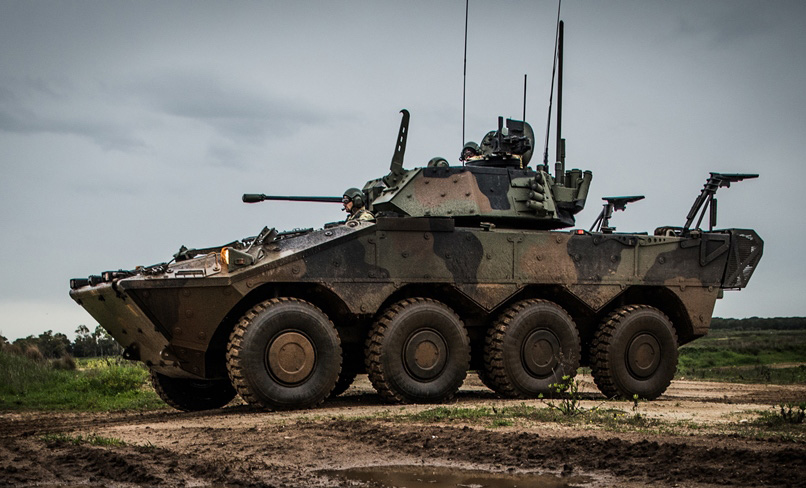
Radschützenpanzer Freccia, mit dem die Infanterie der Brigade ausgerüstet ist
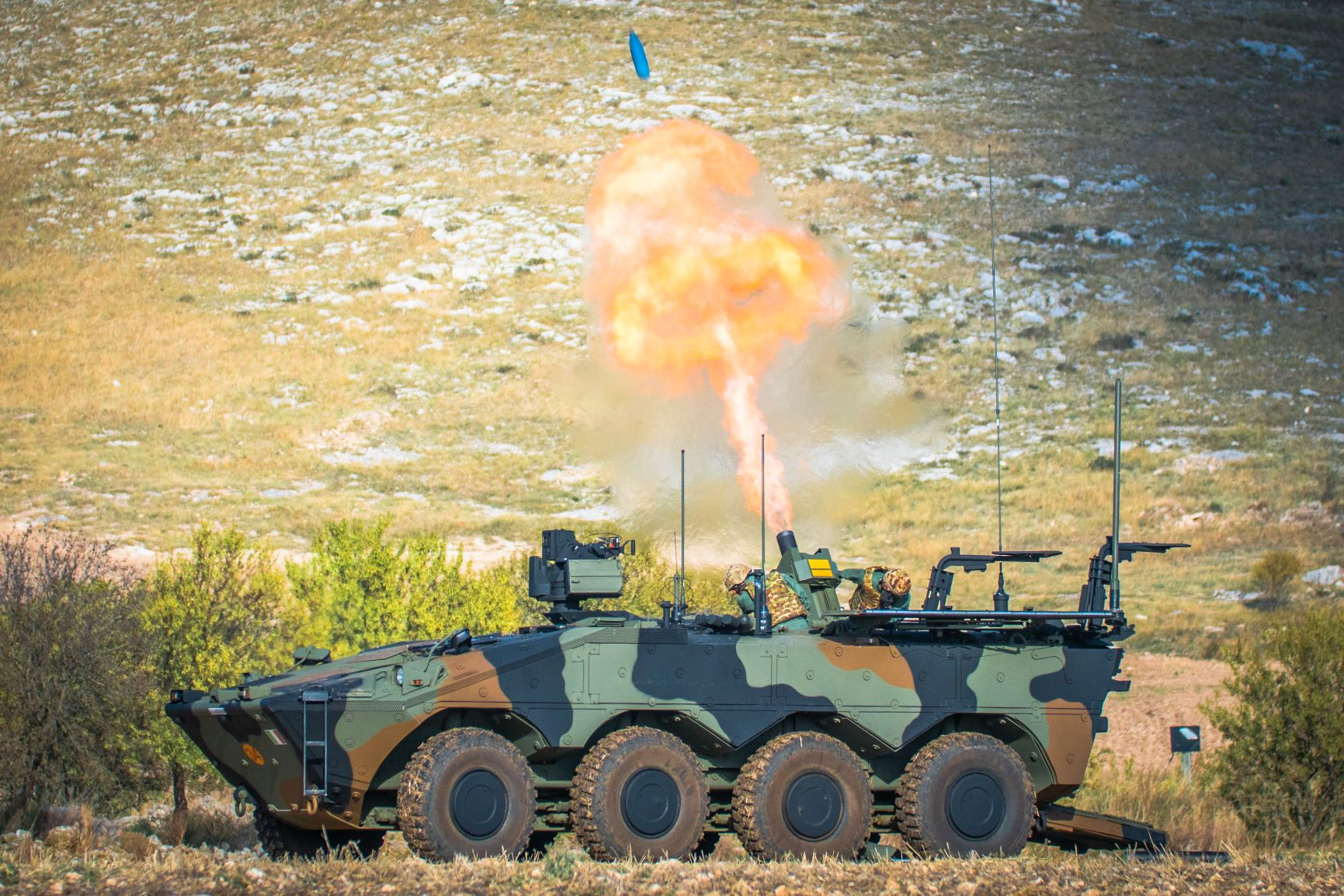
Panzermörser-Version des Freccia, 82. Infanterie-Regiment Torino
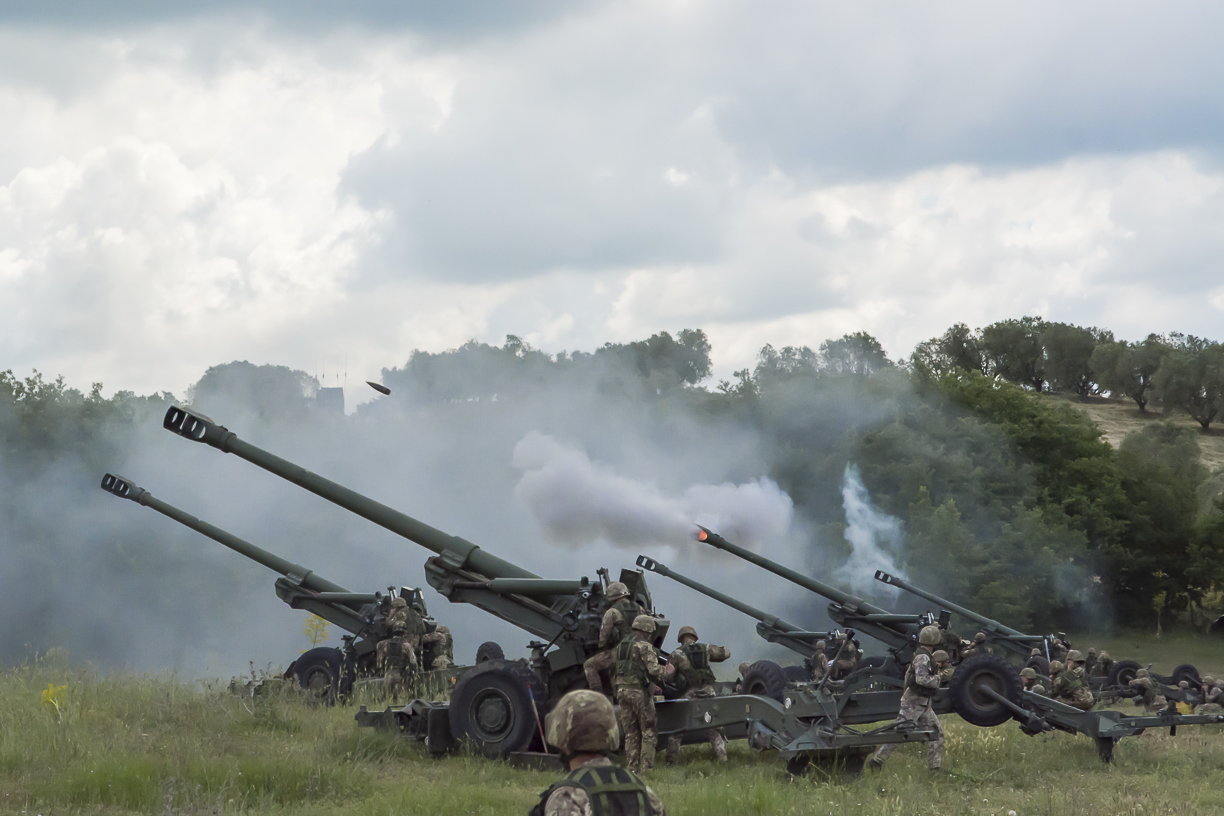
FH70-Feldhaubitzen, 21. Artillerie-Regiment Trieste
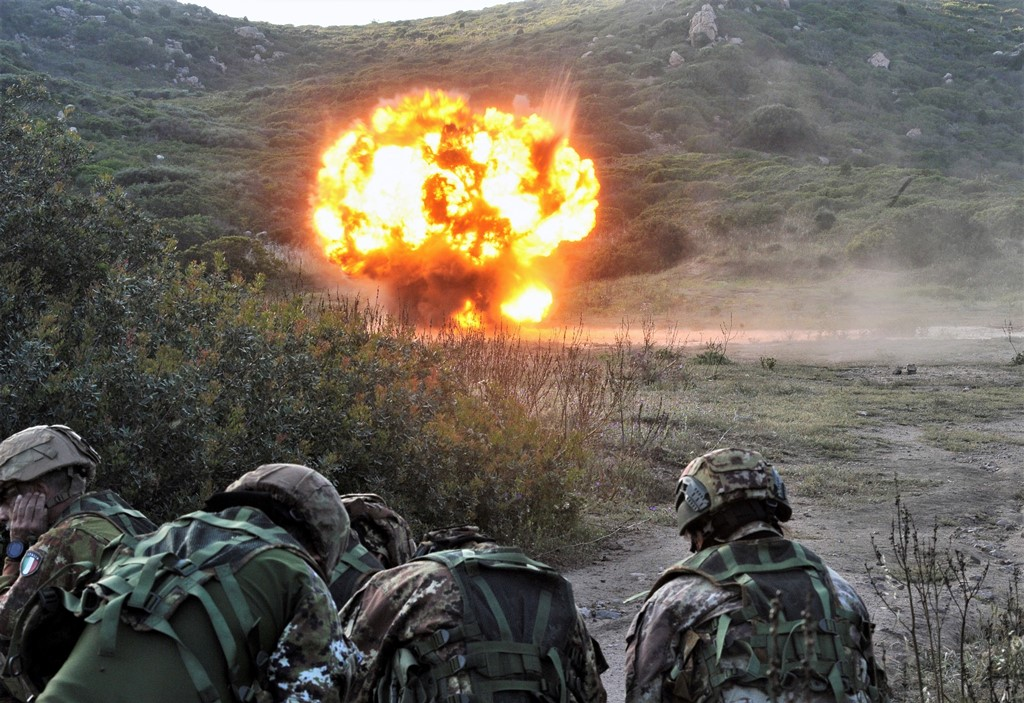
Soldaten des 11. Pionier-Regiments